# Rune Carlsson (Musiker)
Rune Carlsson (* 4. Dezember 1940 in Stockholm; † 9. März 2013) war ein schwedischer Schlagzeuger des Modern Jazz, der mit den meisten schwedischen Jazzmusikern seiner Generation gespielt hat  und in den letzten Jahren auch als Sänger hervorgetreten ist.

## Leben und Wirken
Carlsson begann zunächst mit Dixieland, um dann mit sechzehn Jahren im Sven Douglas Quintet zu spielen. Später gehörte er zum Orchester von Gunnar Almstedt. 1961 war er kurzzeitig Mitglied des hr-Jazzensembles; 1962 nahm er mit Attila Zoller auf. Ab 1963 war er der Schlagzeuger des legendären Stockholmer Jazzclubs Gyllene Cirkeln. Dort begleitete zahlreiche amerikanische Jazzmusiker, etwa Bill Evans, Dizzy Gillespie, Dexter Gordon, Stan Getz, Ben Webster, Coleman Hawkins, Eric Dolphy oder Chet Baker. 1964 trat er im Quintett von Eje Thelin auch in Deutschland auf.
Carlsson gehörte dann zu den Gruppen von Arne Domnérus, Bengt Hallberg, Kjell Jansson, Åke Johansson, Red Mitchell, Lars Sjösten, Bobo Stenson und Björn Alke. Er spielte auch mit Monica Zetterlund, Lasse Färnlöf, Alice Babs, Lars Gullin, Bob Wilber, Merit Hemmingson und auf einigen wichtigen Aufnahmen von Krzysztof Komeda zwischen 1965 und 1967. Auch war er in den frühen 1970er Jahren Mitglied der Band von Bo Hansson. Er ist auch auf Aufnahmen von Phineas Newborn (Stockholm Jazz Session, 1958), Budd Johnson (1978), Nils Lindberg (Saxes Galore, 1979), Joakim Milder (Still in Motion, 1989) und  Gunnar Bergsten (The Good Life, 1995) zu hören. 2005 legte er ein Album als Sänger vor.

## Veröffentlichungen

### Diskographische Hinweise
- Birka: Jazz I Sverige "78 (mit Nisse Sandström, Bronisław Suchanek, Anders Karle)
- Witchcraft (1998)
- Sings a Swedish Jazz Song Book (2005, mit Göran Lindberg, Åke Johansson, Mathias Algotsson, Erik Söderlind, Hampus Lundgren, Jon Person, Bernt Rosengren, Bertil Lövgren; Dragon Records)
- Seven Footprints to Heaven (2008)

### Buch
- Precis i tiden: en jazzmusiker minns Bo Ejeby Förlag 2009; ISBN 9789188316493